# G10
Il Gruppo dei Dieci (G-10) è una organizzazione internazionale che riunisce undici paesi di grande rilevanza economica nel mondo. Il G-10 fu fondato nel 1962 dalle dieci maggiori economie capitalistiche di allora. Nel 1964 la Svizzera si unì come undicesimo membro, ma il nome del gruppo rimase invariato.
I paesi membri del G-10 aderiscono al General Arrangements to Borrow (GAB) (Accordo generale per l'ottenimento di prestiti). Si tratta d'un accordo per l'ottenimento dei prestiti supplementari, che possono essere ottenuti nel caso in cui i ricorsi monetari stimati dallo FMI siano inferiori alle necessità reali di un paese membro.
Le attività del G-10 sono osservate dalle seguenti organizzazioni internazionali:
- Banca dei regolamenti internazionali
- Commissione europea
- Fondo monetario internazionale
- Organizzazione per la cooperazione e lo sviluppo economico

Il Gruppo dei 10 nel dicembre 1971 firmò lo Smithsonian Agreement, sancendo la svalutazione del dollaro rispetto all'oro e le nuove parità fisse delle proprie valute.
Il Lussemburgo, per via dell'Unione economica belga-lussemburghese, è un membro associato.